# Список персонажів «Моб Психо 100»
Список персонажів манґи та аніме-серіалу Mob Psycho 100. Веб-манґа, створена художником під псевдонімом One, виходила квітня 2012 по грудень 2017. Три сезони аніме-серіалу від студії Bones входили з липня 2016 по грудень 2022. Манґа та аніме здобули популярність як в Японії, так і закордоном.

## Головні герої
Шіґео Каґеяма (яп. 影山 茂夫, Каґеяма Шіґео)  на прізвисько Моб (яп. モ ブ, Мобу)
Сейю: Сецу Іто (оригінал), Кайл МакКарлі (1–2 сезони) Джейсон Лібрехт (3 сезон) (англійський дубляж)
Головний герой історії, восьмикласник і найсильніший екстрасенс у своєму всесвіті. Він дуже стриманий, погано розбирається в людях і погано контролює емоції. Моб вважає, що його екстрасенсорні здібності в основному безпечні, вони потрібні йому в звичайному житті, тому уникає їх використання. Шіґео мимоволі пригнічує емоції, щоб зберегти контроль над собою, але коли вони прориваються, разом з ними вивільняються і майже повна сила його надздібностей. Моб працює в Консультації Рейгена за 300 ієн на годину. У школі він є членом атлетичного Клубу Вдосконалення Тіла, в який вступив мріючи справити враження на свою таємну любов. Його також називають сірим кардиналом (Урабантьо: яп. 裏 番 長 дослівно перекладається як «таємний шкільний лідер банди») середньої школи Сіль, відомим як Біла Смерть, але цей факт багатьом залишається невідомий, в тому числі і йому самому. Шіґео також володіє величезною невідомою силою, яка пробуджується тільки коли він втрачає свідомість під назвою «???%», яка хоче йому допомогти.
Рейген Аратака (яп. 霊幻 新隆, Аратака Рейген)
Сейю: Сакурай Такахіро (оригінал), Кріс Ніосі (англійський дубляж)
Самопроголошений медіум та наставник Шіґео, Рейген володіє агенцією з надання консультаційний послуг «Духи та таке інше». Він не має справжніх екстрасенсорних сил, але за допомогою фокусів, винахідливості та харизми вирішує проблеми своїх клієнтів за допомогою, як він їх називає, «секретних технік». Хоча він схильний ставити власні інтереси на перше місце, Рейген, схоже, щиро піклується про Моба та змушує його пообіцяти ніколи не використовувати свої сили проти інших людей.
Ямочки (яп. エクボ, Екубо)
Сейю: Акіо Оцука (оригінал), Майкл Соріч (англійський дубляж)
Злий дух вищого класу, підступний і хитрий. Для нього характерний рум'янець на щоках. Для того, щоб стати богом і йому поклонялися люди, він створив свій культ під назвою LOL, але був переможений Мобом. Після поразки втратив більшу частину своїх сил, і прив'язався до Моба, який вважає його нешкідливим, в надії одного разу захопити його тіло. Так само він намагався скористатися і братом Моба, Ріцу. Ямочки може вселятися в тіла інших і вивільняти весь потенціал свого господаря, але намагається не нашкодити тілу.
Ріцу Каґеяма (яп. 影山 律, Каґеяма Ріцу)
Сейю: Мію Іріно (оригінал), Макс Міттелман (англійський дубляж)
Молодший брат Моба, учень сьомого класу з гарною зовнішністю. Ріцу відмінник і член учнівської ради. У нього був комплекс неповноцінності через здібностей Моба і він довгий час приховував своє нав'язливе бажання мати такі самі сили. Зрештою Ріцу розвинув власні психічні здібності та став досить могутнім екстраксенсом, навчившись пов'язувати їх зі своїм почуттям горя та провини, використовуючи Ямочки для вдосконалення своїх здібностей. У фінальній арці манґи виявляється, що він має власні 100 % сили.
Терукі Ханазава (яп. 花沢 輝気, Ханазава Терукі)
Сейю: Йосіцугу Мацуока (оригінал), Ерік Скотт Кімерер (англійський дубляж)
Шо Сузукі (яп. 鈴木 将, Сузукі Шо)
Сейю: Кокурью Сачі (оригінал), Кейсі Монгільо (англійський дубляж)
Син лідера Кігтів Тоічіро Сузукі, який вважався членом організації, перш ніж було виявлено, що він виступає проти батька. Шо шукав потенційних екстрасенсів, захоплених Кігтем, щоб допомогти їм. Шо — надзвичайно потужний екстрасенс, здатний легко розбити гравітаційні кулі Ішіґуро, не докладаючи зусиль. Шо заявляє, що він завжди може знайти спосіб впоратися з психічними здібностями своїх супротивників. Одна з найвідоміших технік Шо дозволяє йому заломлювати світло навколо себе, роблячи його невидимим для неозброєного ока.
Томе Курата (яп. 暗田 トメ, Курата Томе)
Сейю: Ацуме Танедзакі (оригінал), Черамі Лі (англійський дубляж)
Засновниця та президентка Клубу Телепатії (яп. 脳感電波部, Nōkandenpabu) нині розпущеного через те, що Клуб Здорового Тіла зайняв їхню клубну кімнату. Незважаючи на те, що її товариші по клубу вважають за краще лінуватися, Томе захоплена телепатією з прагненням налагодити контакт з інопланетянами. Вона стає однією з хороших подруг Моба.

## Кігті
Кігті (яп. 爪, Tsume) — це злочинна організація, що складається з багатьох есперів, які збирають інших людей із психічними здібностями для своєї мети досягти світового панування. Super 5 (яп. 5超, Gochō) служать правою рукою для лідера організації Тоічіро Сузукі. Їхніх найкращих агентів ще називають Шрами (яп. 傷, Kizu), на честь ран, завданих їм, коли вони ослухалися та/або кинули виклик Тоічіро.
Тоічіро Сузукі (яп. 鈴木 統一郎, Сузукі Тоічіро)
Сейю: Іноуе Кадзухіко (оригінал), Кайл Геберт (англійський дубляж)
Лідер Кігтів, Тоічіро — безжальний і хитрий чоловік, який заснував цю організацію з єдиною метою світового панування та використовує всіх, кого може, щоб досягти своєї мети. Будучи неймовірно могутнім екстрасенсом нарівні з Мобом, він прагне підкорити решту людства. Він також прагне знайти свою колишню дружину, яка покинула його багато років тому.

### Ultimate 5
Кацуя Серізава (яп. 芹沢 克也, Серізава Кацуя)
Сейю: Таканорі Хошіно (оригінал), Едвард Боско (англійський дубляж)
Рьо Шимазакі (яп. 島崎 亮, Шимазакі Рьо)
Сейю: Норіакі Сугіяма (оригінал), Ґрант Джордж (англійський дубляж)
Тошикі Мінегіші (яп. 峯岸 棯樹, Мінегіші Тошикі)
Сейю: Юске Кобаяші (оригінал), Хой Дао (англійський дубляж)
Хіроші Шібата (яп. 柴田 宏, Шібата Хіроші)
Сейю: Кента Міяке (оригінал), Імарі Вільямс (англійський дубляж)
Нозому Хаторі (яп. 羽鳥 希, Хаторі Нозому)
Сейю: Дайкі Хамано (оригінал), Кріс Гакні (англійський дубляж)

### 7-ий Дивізіон
Ішіґуро (яп. 遺志黒)
Сейю: Hiroshi Iwasaki, Rumi Ōkubo (Masked) (оригінал), Mike McFarland, Cristina Vee (Masked) (англійський дубляж)